# توم بندر (مهندس معماري)
توم بندر (بالإنجليزية: Tom Bender)‏ هو مهندس معماري أمريكي، ولد في 24 سبتمبر 1941.